# Bernhard Krastl
Bernhard Krastl (* 24. August 1950 in Zăbrani (deutsch Guttenbrunn), Volksrepublik Rumänien) ist ein deutscher Lehrer und war von 2002 bis 2011 Bundesvorstand der Landsmannschaft der Banater Schwaben.

## Leben
Krastl besuchte das Lyzeum in Lipova und begann sein Studium der Physik an der Polytechnischen Universität Timișoara. 1971 übersiedelte Krastl mit seiner Familie von Rumänien in das Saarland, wo er an der Universität des Saarlandes ein Lehramtsstudium in Physik absolvierte. Zusätzlich machte er eine Ausbildung in Kraftfahrzeugtechnik. Darauf arbeitete er als Lehrer am Berufsbildungszentrum in Sankt Ingbert und an der Staatlichen Meisterschule in Saarbrücken. Zuletzt war er als Leiter der technisch-gewerblichen Abteilung am Berufsbildungszentrum St. Ingbert tätig.
1985 übernahm Bernhard Krastl das Amt des Vorsitzenden der Heimatortsgemeinschaft Guttenbrunn. 1987 wählte ihn der Landesverbandes Saar der Landsmannschaft der Banater Schwaben zum Vorsitzenden. Von 2002 bis 2011 war Krastl Bundesvorstand der Landsmannschaft der Banater Schwaben. Sein Nachfolger wurde Peter-Dietmar Leber, Krastl wurde danach Ehrenvorsitzender des Verbandes. Auf der Hauptversammlung des Weltdachverbands der Donauschwaben in Cleveland  wurde Krastl 2008 zudem für vier Jahre zum Präsidenten der Organisation gewählt.
Bernhard Krastl ist verheiratet mit Veronika, geborene Schmidt, aus Giarmata. Ihrer Verbindung entstammt ein Sohn, der katholische Priester Markus Krastl.

## Ehrungen
- 2000 – Verdienstmedaille in Gold der Landsmannschaft der Banater Schwaben
- 2002 – Ehrenbürger seines Heimatortes Zăbrani
- 2004 – Ehrenzeichens in Silber der Handwerkskammer des Saarlandes
- 2005 – Ehrenplakette in Bronze der Gemeinde Fürth (Odenwald)[1]
- 2018 – Prinz-Eugen-Nadel der Landsmannschaft der Banater Schwaben[6]
- 2019 – Silberne Verdienstmedaille der Landsmannschaft der Banater Schwaben.[7]